# Castel San Pietro (Trentino)
Castel San Pietro ist eine Höhenburgruine im Nonstal im Trentino, Italien. Sie liegt in Sichtweite von Castel Thun und war eine von vier Burgen, mit der die Familie Thun ihren Herrschaftsbereich in der Umgebung von Ton sicherten.

## Lage
Die Ruine liegt auf der orographisch linken Talseite des Noce auf 864 m s.l.m. in etwa 2 km von Vigo di Ton, einer Fraktion der Gemeinde Ton, entfernt. Sie wurde auf einem Felsvorsprung im Valle San Pietro errichtet. Die Westseite der Anhöhe fällt senkrecht zum Torrente Rinassico ab und bildete ein natürliches und unüberwindbares Hindernis für eventuelle Angreifer. Entlang des Rinassico führt eine Straße entlang, die traditionell als Römerstraße bezeichnet wird und die linke Seite des Nonstales mit der Via Claudia Augusta im Etschtal verbunden haben soll. Die Kontrolle der Straße spielte beim Bau der Burg durchaus eine Rolle.

## Geschichte
Die Burg wurde erstmals 1321 urkundlich erwähnt. Im Zuge der Nonsberger Adelsfehde wurde die von den Thun gehaltene Burg 1337 von den Herren von Arz belagert. Im Jahr darauf wurden die Thun erstmals mit der Burg belehnt. Castel San Pietro ist auch in verschiedenen Lehnsbriefen aus dem 15. Jahrhundert als Lehen der Thun erwähnt, unter anderem in den Belehnungen durch die Tridentiner Bischöfe Georg von Liechtenstein, Alexander von Masowien und Johannes von Hinderbach.
Die in der Literatur weit verbreitete Behauptung, dass die Ursprünge der Burg bis in die Römerzeit zurückreichen, ist nach Walter Landi nicht aufrechtzuerhalten. In den Quellen findet sich ebenso wenig eine Bestätigung für die Annahme, dass das Castel San Pietro 1338 von den Herren dai Negri in den Besitz der Thun übergegangen sei. Nach Landi ist vielmehr davon auszugehen, dass die Burg von Warimbert II. von Thun († 1300) oder von einem seiner zwei Brüder, Simon I. († 1314) oder Konrad von Thun († 1311), errichtet wurde. Dies würde auch erklären, warum es keine Hinweise auf die Burg vor 1321 gibt und sie auch vor dem 14. Jahrhundert in keiner Investitur der Bischöfe von Trient auftaucht.
Ab der zweiten Hälfte des 15. Jahrhunderts vertrauten die Thun Castel San Pietro einem Kastellan an. Nachdem im Zuge des Bauernkrieges mehrere Burgen überfallen worden waren, ließ Siegmund von Thun 1525 die Besatzung und die Mauern verstärken. Ebenfalls im 16. Jahrhundert wurde 1504 die dem heiligen Peter errichtete Burgkapelle von Francesco De La Chiesa, Titularbischof von Drivastum  und zugleich Suffraganbischof des Tridentiner Fürstbischofs Ulrich IV. von Liechtenstein, geweiht. Ab der Mitte des 16. Jahrhunderts wurde Castel San Pietro nur noch zur Jagd und als Waffenlager genutzt.
Im Laufe des 17. Jahrhunderts wurde die Burg aufgegeben. Nur die Burgkapelle wurde noch einige Zeit für religiöse Zeremonien benutzt, verfiel aber ebenfalls zusehends. Zu Beginn des 18. Jahrhunderts wurde auch sie endgültig aufgegeben. In der 1774 veröffentlichten Karte „Atlas Tyrolensis“ ist die Burg bereits als „verfallenes Schloss“ eingetragen. In der von Johanna von Isser Großrubatscher 1846 angefertigten Zeichnung „Sant Pietro“ ist die Burg als Ruine dargestellt, auch wenn sie noch 1851 als Lehen der Thun geführt wurde.
1926 wurde die Burgruine an die böhmische Linie der Thun verkauft, bevor sie an die Grafen Martini aus Mezzocorona weiterverkauft wurde, die sie immer noch besitzt.
Für die Familie Thun stellte Castel San Pietro einen wichtigen Schritt zu Beginn ihrer Herrschaft dar, die mit dem vom Tridentiner Bischof Konrad von Beseno 1199 verfügten Erlass zum Bau von Castel Visione ihren Ausgang nahm. Die Burg war für die Thun von strategischer Bedeutung, mit der sie die Kontrolle entlang der unter der Burg vorbeiführenden Straße ausüben konnten, die für sie sowohl von militärischer als auch wirtschaftlicher Bedeutung war.

## Beschreibung
Die Ruinen der Burg erstrecken sich auf der schmalen Spitze der Anhöhe ellipsenförmig in Nordwestlicher-Südöstlicher-Richtung auf einer Länge von 40 bis 45 Metern und einer durchschnittlichen Breite zwischen 15 und 17 Metern. In der Mitte der Ellipse stehen die Reste des runden Bergfriedes. Letzterer besitzt an seinem Fuß einen Durchmesser von 5,8 Metern und ist 11,5 Meter hoch. während die Mauern eine Stärke von bis zu 1,45 Metern aufweisen. Der noch sichtbare Eingang befindet sich 4,6 Meter über dem Erdboden. Der Turm wurde aus Kalksteinen errichtet, die in der Nähe gebrochen wurden. Der Bergfried gehört mit den inneren Wehrmauern zu den ältesten Bauelemente der Burg und wurde im letzten Viertel des 13. Jahrhunderts errichtet. Vermutlich wurde in dieser ersten Bauphase noch ein weiteres an der Wehrmauer angelehntes Gebäude errichtet, von dem aber nur ansatzweise Spuren erhalten geblieben sind. Die ehemalige innere Wehrmauer, von der nur Bruchstücke erhalten sind, besaß eine Stärke von 50 cm und umschloss eine Fläche von 475 m². Sie war insgesamt um die 90 Meter lang.
Die ebenfalls nur bruchstückhaft erhaltene äußere Wehrmauer besaß eine Stärke von 80 cm und umschloss eine Fläche von etwa 300 m². Zur äußeren Wehrmauer gehörte auch ein Schalenturm mit einem etwa 1 m breiten Zugangstor, dessen spärliche Reste im nordwestlichen Bereich der Burgananlage erhalten geblieben sind. In der Mauerresten der Wehrmauer ist noch die eine oder andere Bogenscharte zu erkennen. Schalenturm und äußere Wehrmauer wurden im Laufe des 14. Jahrhunderts errichtet und weisen eine etwas andere Bautechnik als die älteren Bauelemente auf.
An der Ostseite befinden sich die Ruinen von weiteren Gebäuden, die zu einem späteren Zeitpunkt errichtet wurden. Wegen des schlechten Erhaltungszustandes der Bauten ist eine Deutung über ihren Zweck schwierig. Anhand der Quellen könnte man schließen, dass dieser Bereich im Zusammenhang mit der Nutzung der Burg für die Jagd und als Waffenlager entstanden ist. Laut der neueren Literatur soll in diesem Bereich auch die 1504 geweihte Burgkapelle gestanden haben, von der allerdings keine Spuren erhalten sind.